# Золочевский район
Золо́чевский райо́н (укр. Золочівський район) — административная единица Львовской области Украины. Административный центр — город Золочев.

## География
Площадь района — 2887,9 км² (в старых границах до 2020 года — 1097 км²).
Золочевский район расположен в восточной части Львовской области. С севера граничит с Шептицким районом и Волынской областью, на западе и юге со Львовским районом, на юге-востоке с Тернопольской областью, на северо-востоке с Ровненской областью.
Расстояние от государственной границы с Польшей до районного центра г. Золочева — около 120 км. Через территорию района проходит железнодорожная линия Львов-Киев, шоссейные автострады Львов — Тернополь, Львов — Ивано-Франковск.
Районный центр расположен в 70 км к востоку от Львова, на левом берегу реки Золочевки, притока реки Западный Буг.
Главной отраслью экономики района является сельское хозяйство, специализирующееся на выращивании сахарной свеклы и зерновых культур, а также перерабатывающая промышленность (сельскохозяйственного сырья).
Золочевский район издавна славился гончарством. Сейчас древние традиции чёрной керамики продолжают мастера сел Гаваречина и Шпиколосы.

## История
Район был образован в УССР в 1940 году.
25 сентября 1958 года к Золочевскому району был присоединён Поморянский район.
17 июля 2020 года в результате административно-территориальной реформы район был укрупнён, к Золочевскому району были присоединены Бродовский и Бусский районы. В то же время, территория Глинянского городского совета, а также Великополюховского, Заставнянского, Куровицкого, Перегноевского, Подгайчикского и Словитского сельских советов вошла в состав Львовского района

## Население
Численность населения района в укрупнённых границах — 163,3 тыс. человек.
Численность населения района в границах до 17 июля 2020 года по состоянию на 1 января 2020 года — 68 394 человека, из них городского населения — 28 460 человек, сельского — 39 934 человека.
По результатам всеукраинской переписи населения 2001 года в районе проживало 74,7 тысяч человек (94,7 % по отношению к переписи 1989 года), из них украинцев — 73,4 тысяч человек (98,3 %), русских — 0,6 тысяч человек (0,8 %) и поляков — 0,5 тысяч человек (0,7 % по отношению ко всему населению).

## Административное устройство
Район в укрупнённых границах с 17 июля 2020 года делится на 7 территориальных общин (громад), в том числе 3 городские, 3 поселковые и 1 сельскую общину (в скобках — их административные центры):
- Городские:
  - Золочевская городская община (город Золочев),
  - Бродовская городская община (город Броды),
  - Бусская городская община (город Буск);
- Поселковые:
  - Красненская поселковая община (посёлок Красное),
  - Подкаменская поселковая община (посёлок Подкамень),
  - Поморянская поселковая община (посёлок Поморяны);
- Сельские:
  - Заболотцевская сельская община (село Заболотцы).